# Gary Ablett
Gareth Ian "Gary" Ablett (Liverpool, 19 november 1965 – Tarleton, 1 januari 2012) was een Engels betaald voetballer.

## Clubcarrière
Ablett was actief van 1985 tot 2001. Hij speelde vooral als centrale verdediger. Ablett begon zijn carrière bij Liverpool, waar hij negen jaar lang in de hoofdmacht speelde. In 1992 transfereerde hij naar stadsrivaal Everton, waarmee hij in 1995 de FA Cup won. Daarnaast speelde hij ook voor Derby County, Hull City, Sheffield United, Birmingham City, Wycombe Wanderers, Blackpool en de Amerikaanse club Long Island Rough Riders.

## Trainerscarrière
Na zijn actieve voetbalcarrière trainde Ablett de reserveploeg van Liverpool. Daarmee stopte hij in mei 2009 om coach te worden van Stockport County. Reeds in juni 2010 verliet hij deze club na mindere resultaten.

## Overlijden
Op 1 januari 2012 stierf Ablett in zijn woning in Tarleton aan de gevolgen van een non-hodgkinlymfoom.

## Erelijst
Liverpool
- FA Charity Shield

1990
 Everton
- FA Cup

1995